# Tetradium daniellii
Tetradium daniellii är en vinruteväxtart som först beskrevs av John Johannes Joseph Bennett, och fick sitt nu gällande namn av Thomas Gordon Hartley. Tetradium daniellii ingår i släktet falskt korkträd (släktet), och familjen vinruteväxter. Inga underarter finns listade i Catalogue of Life.